# أيوب صبري خايرلي أوغلي
أيوب صبري خايرلي أوغلي (بالتركية: Eyüp Sabri Hayırlıoğlu)‏‏ (1 يناير 1887 في آق سكي - 8 أكتوبر 1960 في أنقرة) هو عالمٌ مسلمٌ تُركي. درس في مدرسة الحقوق في قونية ‏. تولى رئاسة منظمة الشؤون الدينية التركية في الفترة ما بين 17 أبريل 1951 حتى 10 يونيو 1960، خلفًا لأحمد حمدي الآقسكي، وتولى بعده عمر نصوحي بيلمان.